# Вечеринка в честь дня рождения
«Вечеринка в честь дня рождения» (англ. The Birthday Party) — будущий фильм режиссёра Мигеля Анхеля Хименеса. Сюжет основан на одноимённом романе Паноса Карнезиса 2007 года. Главные роли в фильме исполнили Уиллем Дефо, Виктория Кармен Сонне, Джо Коул и Эмма Суарес.
Мировая премьера фильма состоится 7 августа 2025 года на 78-м кинофестивале в Локарно.

## Сюжет
В конце 1970-х годов Маркос Тимолеон, состоятельный греческий бизнесмен, устраивает день рождения для своей дочери на своём частном острове.

## В ролях
- Уиллем Дефо — Маркос Тимолеон
- Виктория Кармен Сонне — София
- Джо Коул
- Эмма Суарес
- Карлос Куэвас
- Христос Стергиоглу
- Антонис Циозиопулос
- Пелле Хейккиля
- Франсеск Гарридо
- Мария Пау Пигем
- Эльса Леккаку
- Илан Каплан

## Производство
Основные съёмки проходили на Корфу и в Афинах. Съёмки были завершены 17 августа 2024 года.
Компания Bankside Films приобрела права на кинопрокат фильма в международном кинопрокате на Европейском кинорынке в феврале 2025 года. Мировая премьера фильма состоится 7 августа 2025 года на 78-м кинофестивале в Локарно.